# Інерція
Інерція (від лат. inertia — бездіяльність, спокій, відсталість) — явище збереження швидкості руху матеріальної точки за відсутності зовнішніх сил.
Явище інерції відкрив італійський учений Галілео Галілей. На основі своїх дослідів і міркувань він стверджував: якщо на тіло не діють інші тіла, то воно або перебуває у спокої, або рухається прямолінійно і рівномірно. У цьому разі кажуть, що тіло рухається за інерцією.
Здатність тіла опиратися спробам змінити його швидкість або напрямок руху називається інертність.
Також термін вживають в інших галузях науки. Зазвичай його вживають, щоб підкреслити немиттєвість реакції на зміни, наприклад інерція зору.

## Опис
Якщо матеріальна точка рухається, і на неї не діють сторонні сили, її швидкість залишається незмінною. Якщо на точку діють сторонні сили, її швидкість змінюється поступово. Швидкість зміни швидкості (тобто, прискорення) залежить від прикладеної сили, а також від внутрішньої характеристики точки, що називається масою. Таким чином, можна сказати, що маса є мірою інертності.
Те ж саме стосується випадку, коли швидкість точки дорівнює нулю, тобто вона не рухається. Втім, іноді, говорячи про інерцію нерухомих тіл, вживають термін інерція спокою, протиставляючи його до інерції руху.
Варто підкреслити, що швидкість є векторною величиною, тому під її незмінністю мається на увазі незмінність як за абсолютною величиною, так і за напрямком. Наприклад, при рівномірному русі по колу, абсолютна величина швидкості не змінюється, тоді як її напрямок змінюється весь час, тому такий рух потребує постійного прикладення сил.
Система відліку, що пов'язана з точкою, на яку не діють зовнішні сили, або дія цих сил повністю скомпенсована, називається інерціальною системою відліку. У будь-якій інерціальній системі відліку, точка, з якою пов'язана будь-яка інша інерціальна система відліку, рухається рівномірно і прямолінійно. Усі інерціальні системи відліку є еквівалентними. Більш строге формулювання цього принципу міститься у першому законі Ньютона:

Існують такі системи відліку, в яких центр мас будь-якого тіла, на яке не діють ніякі сили, або сума сил, що діють на нього, дорівнює нулю, зберігає стан спокою або рівномірного прямолінійного руху, допоки цей стан не змінять сили, застосовані до нього.

В неінерціальних системах відліку для коректного опису руху тіл доводиться використовувати фіктивні сили інерції, що не пов'язані ні з якою реальною взаємодією, а лише з вибором системи відліку.
У випадку складніших рухомих систем, поняття інерції не завжди може бути сформульоване простим чином, проте можна казати про інерцію абсолютно твердого тіла, що рухається рівномірно і прямолінійно, або обертається. У випадку обертання, майже всі точки тіла рухаються прискорено, проте загалом система лишається стабільною. Величина, що є мірою інертності обертального руху називається момент інерції.
На відміну від швидкості, вищі похідні руху не мають інерційних властивостей — наприклад, прискорення змінюється миттєво, якщо на тіло починають діяти сили, а за відсутності сил миттєво падає до нуля.

## Історія

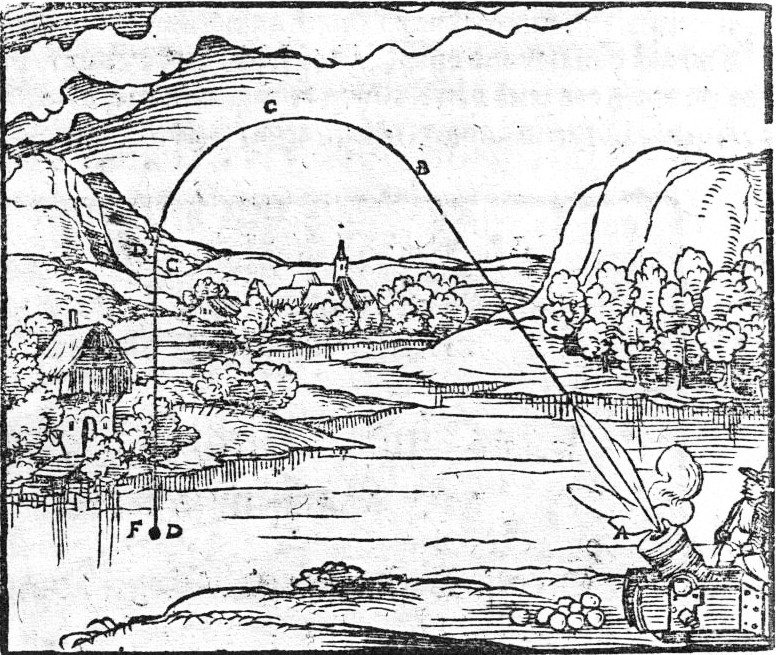
Малюнок з роботи Бурідана 1582 року, що зображує траєкторію польоту ядра

Розуміння того, що нерухомі тіла не рухаються без зовнішнього впливу (тобто, існування інерції спокою), ймовірно, існувало завжди. З іншого боку, за фізикою Аристотеля, тіло рухається тільки у випадку, якщо на нього постійно діє сила — тобто, постулював відсутність інерції руху. Втім, Аристотель припускав, що у вакуумі рух може й не сповільнюватись, проте можливість існування порожнього простору (таку можливість постулювали атомісти) він відкидав. Постулати Арістотеля підтверджувалися спостереженнями — наприклад, людина рухається доти, доки прикладає сили, і зупиняється, коли перестає. Втім, вже тоді були відомі проблеми, що породжує ця концепція, наприклад, політ стріли. Адже, сила діє на стрілу лише доти, доки вона торкається тятиви. Для пояснення таких явищ Арістотель припускав, що повітря розріджується перед тілами, що летять, і згущується за ними, і таким чином підтримує їх рух.
Не всі античні вчені поділяли ідеї Арістотеля: Гіппарх вважав, що рухомі тіла набувають внутрішньої сили, імпетусу, доки на них діє зовнішня сила, а потім поступово втрачають його (самі по собі), стаючи все менш стійкими до впливу нових сил. Авіценна ж вважав, що отриманий імпульс не зникає без зовнішнього впливу, і без опору повітря тіло може рухатись вічно. Схожі ідеї розвивали Аверроес, Бурідан та деякі інші середньовічні мислителі. Проте, усі ці теорії не відміняли теорію Арістотеля про те, що швидкість тіла пропорційна прикладеній силі, а лише додавали до неї нову «силу», що могла якимось чином накопичуватись у тілі, і, разом з зовнішніми силами, впливати на його рух. Так, вважалося, що якщо стріляти з гармати, то ядро буде рухатись у тому напрямку, у якому воно вилетіло, аж допоки його імпетус не зменшиться, і сила тяжіння не почне викривляти його траєкторію, а коли він зовсім зникне, ядро полетить вертикально вниз, як і звичайні, що падають.
1613 року Ісаак Бекман відкинув теорію імпетуса. На його думку, тіло продовжує свій рух не тому, що на нього діє будь-яка сила (зовнішня або внутрішня). Досить того, щоб руху тіла ніщо не перешкоджало:
Камінь, кинутий рукою, зберігає рух не через дію деякої сили, яка його штовхає, не через острах порожнечі, але тому, що він не може не продовжити цього руху, який виник завдяки руці, що привела його в рух… будь-яка річ, приведена в рух, ніколи не зупиниться, якщо тільки на неї не діє зовнішня перешкода.
Це — одне з перших формулювань принципу інерції.
Вперше слово «інерція» в сучасному сенсі з'явилося у роботі Йоганна Кеплера «Epitome Astronomiae Copernicanae» 1621 року.

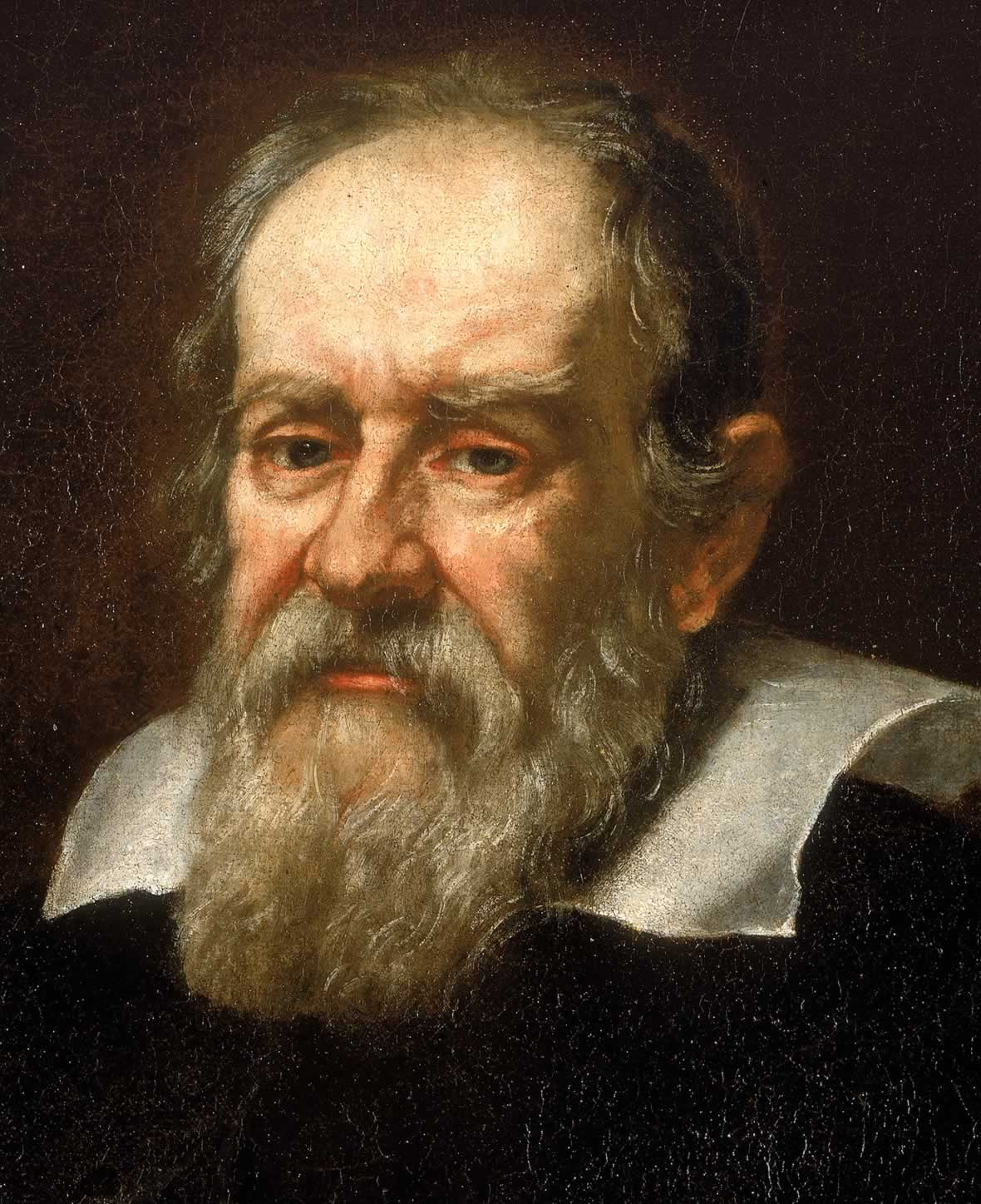
Галілео Галілей

У 1632 році вийшла робота Галілея «Діалог про дві системи світу» (італ. «Dialogo sopra i due massimi sistemi del mondo»), в якій він описував свої досліди з кулями, що скочувались по нахиленій площині. Він показав, що куля, що котиться вгору, втрачає швидкість так само швидко, як її набирає куля, що котиться по цій площині вниз. З цього він припустив, що куля, що котиться по абсолютно пласкій поверхні без тертя ніколи не зупиниться. Також Галілей описав кілька уявних експериментів, що пояснювали його принцип відносності: наприклад, він писав, що ніяким експериментом неможливо виявити, чи знаходиться експериментатор на суші, або на кораблі у відкритому морі за відсутності хитавиці.
Книга Галілея стала скандальною, втім, не тільки через його ідеї, а й через форму: вона була побудована у вигляді діалогу між послідовниками Коперника і Арістотеля, при чому в останньому, зображеному менш розумним, вгадувався тодішній Папа Урбан VIII. Це призвело до процесу над Галілеєм за звинуваченням у єресі, і зреченню ним своїх поглядів.

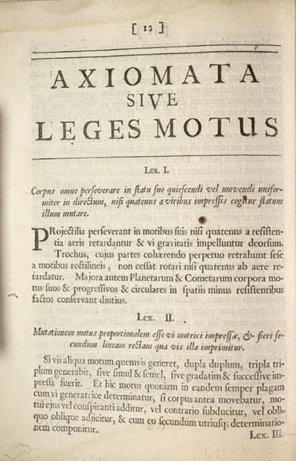
Сторінка «Начал» Ньютона з формулюваннями першого та другого його законів

Окрім Галілея, в той же час подібні теорії розвивав П'єр Ґассенді. 1624 року він написав роботу «Exercitationes paradoxicae adversus Aristoteleos», в якій критикував арістотелівську фізику, проте не опублікував її через побоювання переслідувань. 1640 року за його проханням було проведено експеримент, що підтверджував ідеї Галілея: зі щогли корабля, що плив на максимальній швидкості, скидали ядра, і вони падали на палубу в тому ж місці, що і на нерухомому кораблі.
У 1644 році Рене Декарт у книзі «Начала філософії» записав точніше формулювання закону інерції. Важливим нововведенням було те, що Декарт підкреслював неможливість зміни напрямку руху без зовнішньої сили, тоді як Галілей припускав, що рівномірний рух по колу також може відбуватись за інерцією (ймовірно, з астрономічних міркувань). 1687 року формулювання Декарта потрапило до головної книги Ісаака Ньютона, «Математичні начала натуральної філософії», і нині знане як перший закон Ньютона. У тій же роботі було сформульовано другий закон Ньютона, що визначає масу як міру інертності тіл. 
У 1905 році Ейнштейн у спеціальній теорії відносності поширив принцип інерції на усі матеріальні об'єкти, зокрема на світло.
У 1916 році ним же був сформульований принцип еквівалентності, що постулював абсолютну рівність маси як міри інертності тіла (інерційна маса), і маси, як міри гравітаційної взаємодії (гравітаційна маса). Принцип еквівалентності став фундаментом загальної теорії відносності.